# Chaloner Ogle (1681–1750)
Sir Chaloner Ogle (1681 – 11. dubna 1750, Londýn, Anglie) byl britský admirál. U královského námořnictva sloužil od šestnácti let a byl účastníkem dynastických válek první poloviny 18. století. Proslul především vítězstvím nad piráty u břehů Afriky (1722), za které byl povýšen do šlechtického stavu. Později byl několikrát vrchním velitelem na Jamajce, krátce před smrtí dosáhl nejvyšší možné hodnosti velkoadmirála (1749).

## Životopis
Pocházel ze starobylé šlechtické rodiny z Northumberlandu sídlící od 17. do 20. století na zámku Kirkley Hall. Narodil se jako jediný syn právníka Johna Ogle a v šestnácti letech vstoupil jako dobrovolník do Royal Navy. Zúčastnil se závěru devítileté války, později za války o španělské dědictví rychle postupoval v hodnostech (komandér 1703, kapitán 1708). Mezitím byl však postaven před válečný soud za ztrátu své lodi u břehů Španělského Nizozemí (1706). Po válce sloužil v Baltském moři a především vynikl likvidací pirátské flotily Bartholomewa Robertse u břehů západní Afriky (bitva u mysu Lopez). Za tuto akci obdržel Ogle Řád lázně se šlechtickým titulem Sir. Další roky strávil ve Středozemním moři a Lamanšském průlivu, v hodnosti komodora byl v letech 1732–1739 velitelem na Jamajce. Po návratu do Evropy byl povýšen na kontradmirála (1739) a stal se zástupcem vrchního velitele ve Středozemním moři. Ještě téhož roku byl převelen do Lamanšského průlivu a v roce 1741 byl s flotilou o třiceti lodích vyslán do Karibiku na pomoc admirálu Vernonovi v boji proti Španělům (válka o Jenkinsovo ucho). Po prohrané bitvě u Cartageny byl postaven před válečný soud, ale byl osvobozen. Po odvolaném Vernonovi pak znovu převzal vrchní velení na Jamajce (1743–1744) a v roce 1743 byl povýšen na viceadmirála. Po návratu do Evropy byl předsedou válečného soudu s veliteli bitvy u Toulonu (admirálové Thomas Mathews a Richard Lestock). V roce 1744 dosáhl hodnosti admirála a v letech 1746–1750 byl poslancem Dolní sněmovny za přístav Rochester, v politice patřil k whigům. V roce 1749 obdržel nejvyšší možnou hodnost velkoadmirála (Admiral of the Fleet).
Jeho stejnojmenný synovec Sir Chaloner Ogle (1726–1816) dosáhl též hodnosti admirála, v další generaci vynikl u námořnictva velkoadmirál Sir Charles Ogle (1775–1858).